# ZB-53
La ZB-53 era una mitragliatrice media cecoslovacca. Arma versatile, è stata impiegata sia come mitragliatrice di squadra che come armamento secondario di carri armati e blindati, oltre che in postazione fissa sulle fortificazioni di confine cecoslovacche. Prima della seconda guerra mondiale fu adottata dall'Esercito cecoslovacco come TK vz. 37 e da quello rumeno, mentre il Regno Unito la produsse su licenza come BSA Besa. In conseguenza della Conferenza di Monaco grossi quantitativi di mitragliatrici cecoslovacche caddero nelle mani della Wehrmacht, che le impiegò durante la guerra con la denominazione MG 37(t).

## Storia
La ZB-53 venne progettata da Václav Holek e Miroslav Rolčík della Zbrojovka Brno come sostituta della Schwarzlose risalente alla prima guerra mondiale. Basata sulla precedente ZB vz. 35, il prototipo fu testato nel 1936 e l'anno successivo la nuova arma fu adottata dall'Esercito cecoslovacco come Těžký kulomet vzor 37 (TK vz. 37, mitragliatrice pesante modello 37). Fu installata come armamento standard dei carri LT vz. 35 e LT vz. 38. Venne esportata in Romania, Jugoslavia, Argentina, Afghanistan, Iran e Cina (850 armi furono impiegate durante la seconda guerra sino-giapponese), mentre la Birmingham Small Arms Company inglese acquistò la licenza di produzione e iniziò a produrre l'arma per il British Army con la denominazione BSA Besa (oltre 60.000 pezzi). La produzione da parte della Zbrojovka Brno e poi della Zbrojovka Vsetín continuò fino agli anni cinquanta.

## Tecnica

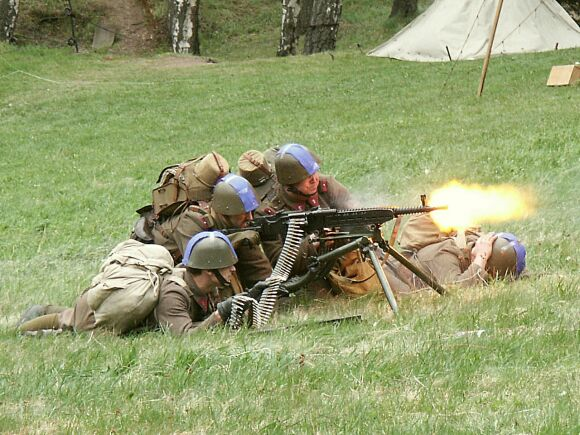
Soldati cecoslovacchi fanno fuoco con una ZB vz. 37 da fanteria.

L'azione era a sottrazione di gas. L'arma era alimentata con nastri a maglie metalliche ed era raffreddata ad aria, sia nelle versioni per la fanteria che in quella destinata all'installazione veicolare. Era disponibile in tre versioni principali: una standard per la fanteria, munita di un pesante treppiede; una da bunker, con canna più pesante, denominata tipo O; una versione veicolare ÚV. L'arma poteva sostenere 5 minuti di fuoco continuato, poi doveva essere sostituita la canna. Nonostante le buone caratteristiche generali, l'arma era soggetta ad inceppamento a causa del complicato selettore di tiro.